# Зароягеє
Зароягеє (нім. Sarojahöhe) — гора в Ліхтенштейні, висотою — 1 659 м. Ця гора належить до гірського масиву Ратікон в Східних Альпах, поблизу австрійсько-ліхтенштейнського кордону.
Гора розташована в східній частині Ліхтенштейну, на північний схід від столиці країни — Вадуца, в її підніжжі розкинулася комуна-община Планкен. Місцеві мешканці називають гору ще Сароя чи Зароя (Saroja).